# Acanthonevra pteropleuralis
Acanthonevra pteropleuralis
 es una especie de insecto del género Acanthonevra de la familia Tephritidae del orden Diptera. 

## Historia
Friedrich Georg Hendel la describió científicamente por primera vez en el año 1927.